# Freileitungsmasten von Cádiz

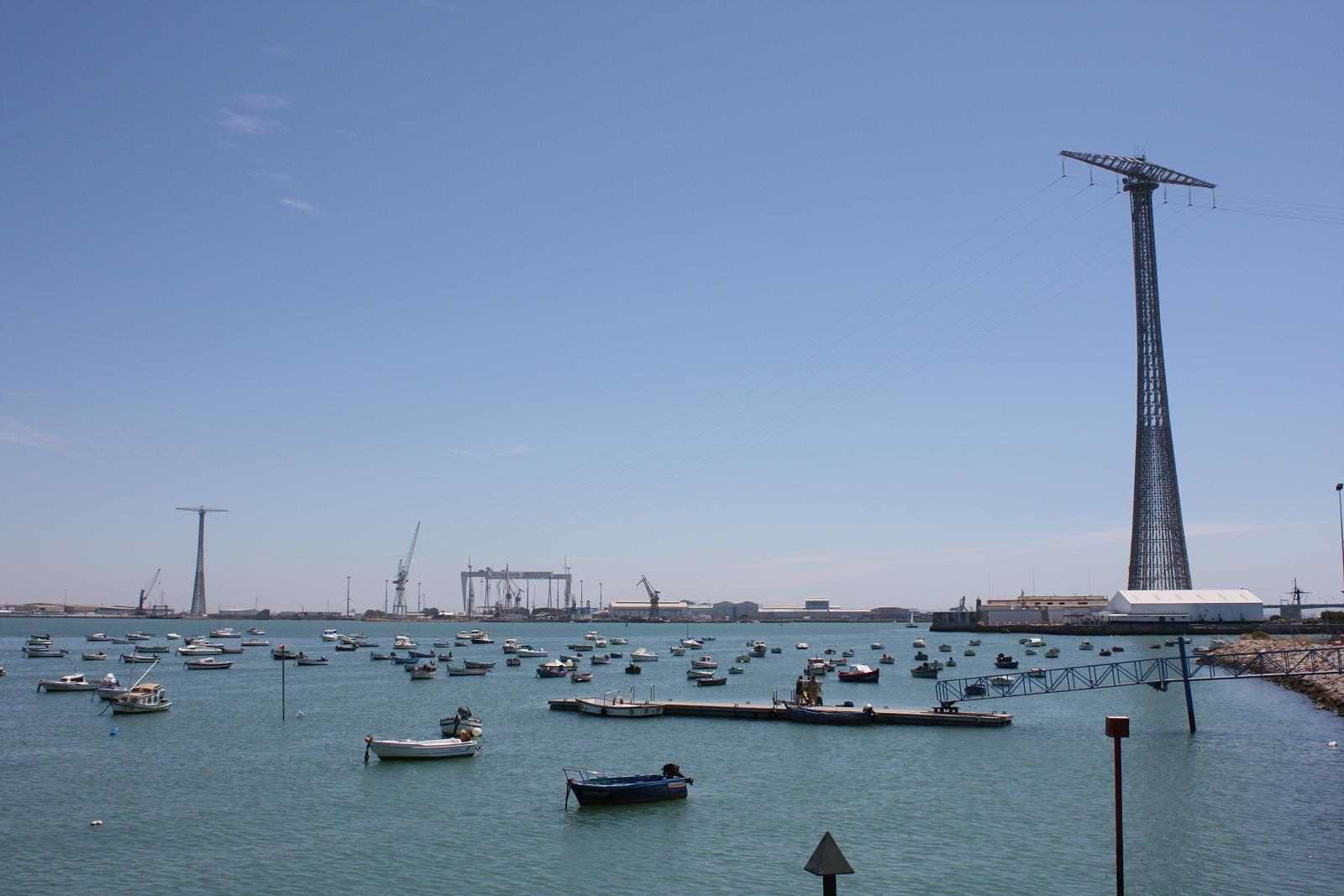
Im Hintergrund eine Werft von Navantia

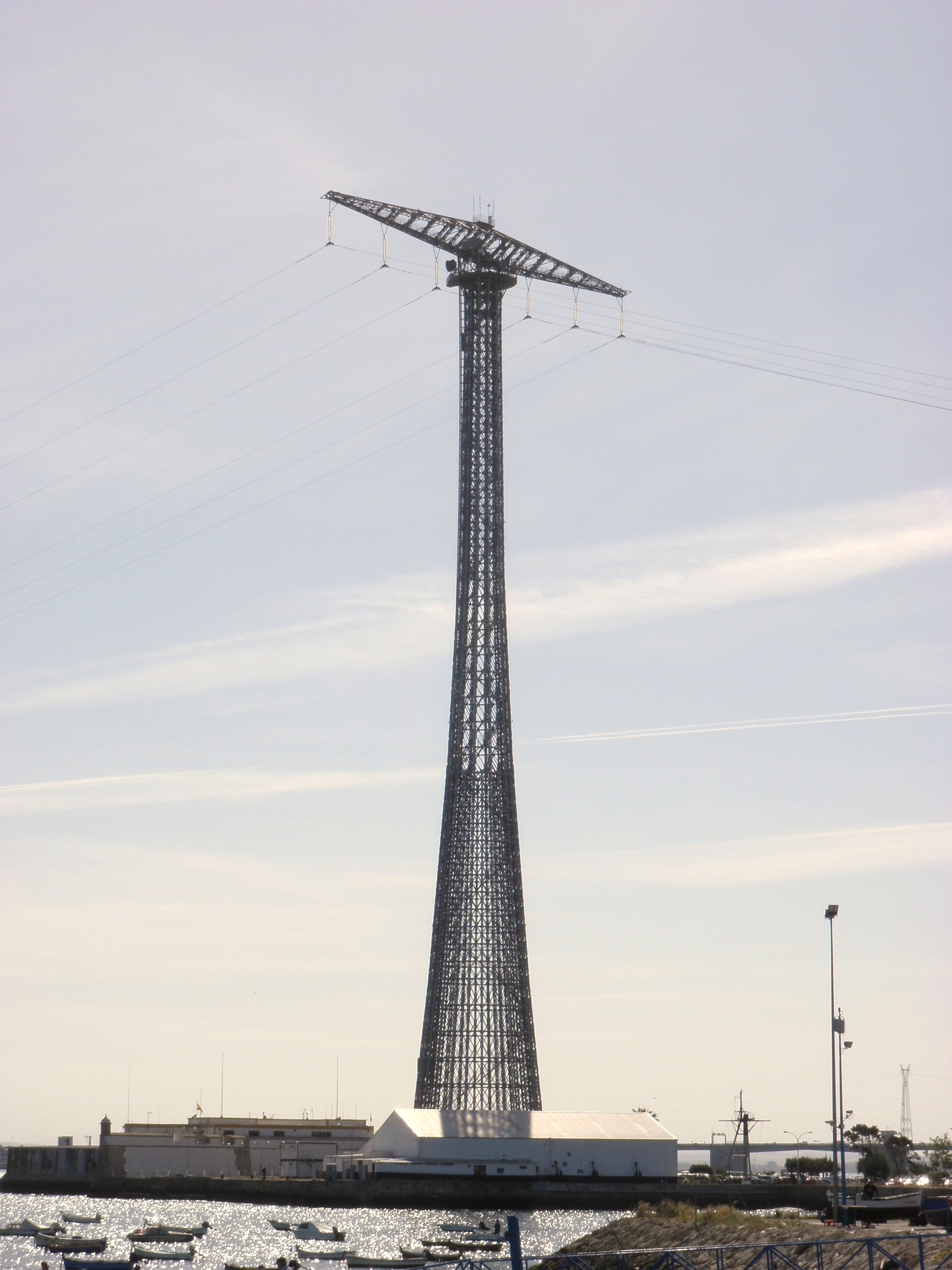
Freileitungsmast bei Cádiz-Puntales

Die Freileitungsmasten von Cádiz sind zwei hohe Freileitungsmasten in Cádiz und Puerto Real in Spanien. Sie tragen zwei Dreiphasenkreise für 132 kV über die Bucht von Cádiz und führen einen Teil der Freileitung vom Umspannwerk Puerto Real zum Umspannwerk Térmica (einst auch Kraftwerksstandort) auf der Halbinsel von Cádiz.
Die beiden rund 160 m hohen Türme wurden vom italienischen Ingenieur Alberto Toscano entworfen und sind ungewöhnlich aufgebaut. Jeder Mast ist eine Hohlkonstruktion, die einem Kegelstumpf ähnelt. Dieser verjüngt sich von 20,7 m Durchmesser am Boden auf 6 m Durchmesser in Höhe der Traverse. Die Türme stehen auf Stahlbetonfundamenten und tragen auf ihrer Spitze Traversen mit rhomboidem Querschnitt. Die Türme bestehen aus galvanisierten Stahlteilen, die von einem Netz diagonaler Träger zusammengehalten werden. An der Innenseite der Stahlkonstruktion führt ein schraubenförmiger Treppenaufgang in neun Windungen zu den Traversen. Die Konstruktion zeichnet sich durch ihre Ästhetik und Funktionalität aus. In dieser Hinsicht ähneln die Türme dem Eiffelturm in Paris.
Die Freileitung über die Bucht von Cádiz wurde zwischen 1957 und 1960 gebaut. Die unkonventionelle Bauweise der Freileitungsmasten wurde gewählt, weil die spanischen Stahlwerke zu dieser Zeit nicht imstande waren, lange Stahlträger zu produzieren und der Import solcher Träger wegen des Francisco-Franco-Regimes unmöglich war. Der Bau wurde unter Leitung von Remo Scalla, einem nahen Freund von Alberto Toscano, durchgeführt. Toscano und Scalla bauten 1956/57 auch die Stromleitungskreuzung der Straße von Messina. 
Hyperboloide Maste ähnlichen Designs wurden 1929 von Wladimir Schuchow für eine Freileitungskreuzung der Oka bei Nischni Nowgorod in Russland realisiert.
Bemerkenswert ist, dass trotz der enormen Höhe der Leitung über der Bucht von Cádiz und der damit verbundenen Blitzschlaggefahr kein Erdseil verwendet wird.
- Koordinaten des Puntales-Mastes: 36° 30′ 30″ N, 6° 15′ 44″ W
- Koordinaten des Matagorda-Mastes: 36° 31′ 8″ N, 6° 14′ 57″ W
- Abstand: 1655 Meter.